# Lisa Loring
Lisa Loring, nascida Lisa Ann DeCinces (Kwajalein, 16 de fevereiro de 1958 — Burbank, 28 de janeiro de 2023) foi uma atriz estadunidense. Ficou conhecida por ter interpretado Wednesday Addams na série de televisão "The Addams Family" (1964–1966).

## Filmografia

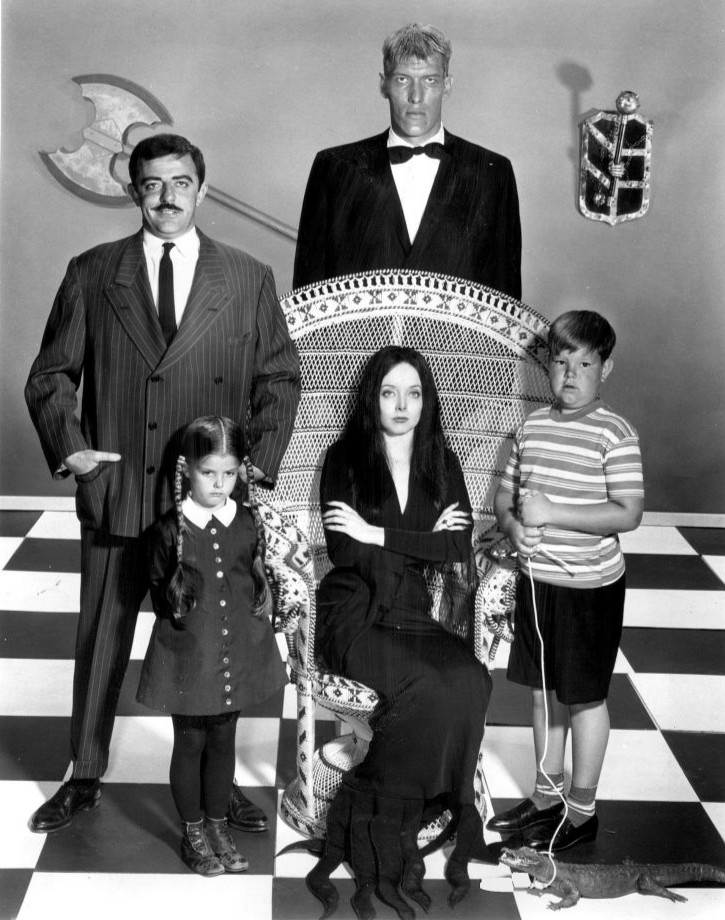
Elenco caracterizado da série de TV "The Addams Family" (1964–1966).

### Cinema
| Ano  | Título                | Personagem  |
| ---- | --------------------- | ----------- |
| 1987 | Blood Frenzy          | Dory        |
| 1987 | Savage Harbor         | Roxey       |
| 1988 | Iced                  | Jeanette    |
| 1992 | Layin' Down the Law   | Hooker      |
| 2014 | Way Down in Chinatown | Vera        |
| 2015 | Doctor Spine          | Miss Rhonda |

### Telefilme
| Ano  | Título                               | Personagem |
| ---- | ------------------------------------ | ---------- |
| 1977 | Halloween with the New Addams Family | Wednesday  |
| 1978 | Annie Flynn                          | Sherry     |
| 1981 | Gabe and Walker                      |            |

### Televisão
| Ano       | Título                     | Personagem          |
| --------- | -------------------------- | ------------------- |
| 1964      | Dr. Kildare                | Cindy Norcross      |
| 1964–1966 | A Família Addams           | Wednesday Addams    |
| 1966      | The Pruitts of Southampton | Susan "Suzy" Pruitt |
| 1966      | The Girl from U.N.C.L.E.   | Felicia             |
| 1978      | Fantasy Island             | Maria               |
| 1978–1979 | Barnaby Jones              | Amanda Adamson/Lois |
| 1981      | As the World Turns         | Cricket Montgomery  |

## Morte
Morreu, em 28 de janeiro de 2023, aos 64 anos, em consequência de um AVC.